# Pascoe Grenfell Hill
Pour les articles homonymes, voir Hill.
Pascoe Grenfell Hill, né le 15 mai 1804 à Marazion (Cornouailles) et mort le 28 août 1882 à Londres,est un  écrivain britannique.

## Biographie
Pascoe Grenfell Hill naît le 15 mai 1804 à Marazion (Cornouailles).
Aumônier de la flotte, il devient recteur de Saint-Edmond de Londres.
Citons de lui : Fifty Days onboard a slave ship in the Mozambique Channel (1843); Poems on several occasions (1845); A Voyage to the Slave coast of West and East Africa (1849); A Journey through Palestine (1852); The Kaffir War (1852); A Visit to Cairo (1853); Modern British Poesy (1856); Life of Napoleon (1869, 3 vol.). Ses récits de voyages sur les côtes d'Afrique sont particulièrement intéressants.
Il meurt le 28 août 1882 à Londres.